# Daniel Beichler
Daniel Beichler (* 13. Oktober 1988 in Graz) ist ein ehemaliger österreichischer Fußballspieler und nunmehriger -trainer.

## Karriere

### Als Spieler

#### Verein
Beichler begann seine Fußballerkarriere noch als Kind beim SV Grambach. 1995 wechselte er bereits in die U-8-Nachwuchsmannschaft des SK Sturm Graz. In der Saison 2006/07 spielte Beichler leihweise in Italien bei Reggina Calcio, kam dort aber zu keinem Serie-A-Einsatz. 2007 holte ihn der SK Sturm zurück nach Graz. Sein Debüt in der österreichischen Bundesliga gab Beichler am 24. November 2007 gegen den SCR Altach. Er wurde in der 86. Minute für Mario Haas eingewechselt und erzielte gleich darauf sein erstes Bundesligator. Am 19. Juli 2010 unterzeichnete Beichler beim Deutschen Bundesliga-Absteiger Hertha BSC einen Vierjahresvertrag. Bei letzterem Verein kam er wegen diverser Verletzungen noch nicht zum Einsatz. In der Winterpause der Saison 2010/11 wechselte er leihweise zum FC St. Gallen.
Mit Beginn der Saison 2011/12 wurde Beichler von seinem Stammverein Hertha BSC für ein Jahr an den MSV Duisburg in die 2. Fußball-Bundesliga weiterverliehen. Bereits am 29. August 2011 wurde der Leihvertrag wieder aufgelöst und Beichler wechselte abermals auf Leihbasis von Hertha BSC zur SV Ried. Zur Saison 2012/13 kehrte Beichler zu Hertha BSC zurück.
Ende Jänner 2013 wurde Beichler bis zum Saisonende 2012/13 an den Ligakonkurrenten SV Sandhausen ausgeliehen, um mehr Spielpraxis zu sammeln.
Zur Saison 2013/14 kehrte Beichler zum SK Sturm Graz zurück. Er unterschrieb einen Zweijahresvertrag bis zum 30. Juni 2015 mit Option auf ein weiteres Jahr. Im Juli 2017 gab Beichler aufgrund anhaltender Kniebeschwerden das Ende seiner Karriere als Profifußballer bekannt.

#### Nationalmannschaft
International spielte Beichler sechs U-19-Länderspiele für Österreich und erzielte dabei zwei Tore. Weiters nahm er an der U-19-Fußball-Europameisterschaft 2007 im eigenen Land teil. Im Spiel gegen Griechenland gelang ihm der Ausgleich per Elfmeter. Österreich schied in der Vorrunde als Gruppenletzter aus. Außerdem absolvierte Beichler vier Spiele für Österreichs U-20-Auswahl. Zu weiteren zwei Einsätzen und einem Treffer kam er für die U-21-Auswahl seines Heimatlandes. Am 18. März 2009 wurde er erstmals in den Kader der A-Nationalmannschaft für das WM-Qualifikationsspiel gegen Rumänien einberufen, wobei er beim Spiel am 1. April 2009 ab Spielbeginn zu seinem ersten A-Team-Einsatz kam.

### Als Trainer
Ab Jänner 2017 war Daniel Beichler auch als Trainer im Nachwuchsbereich tätig. Er coachte im JAZ GU-Süd, dem steirischen Kooperationsklub des FC Red Bull Salzburg, im Nachwuchsbereich.
Im Juli 2020 wechselte er direkt zu den Bullen, wo er seither als Jugendtrainer tätig war. Ab Juli 2022 trainierte er die U-18-Mannschaft in der Akademie der Salzburger. Im April 2024 wurde er als Nachfolger von Onur Cinel interimistisch Trainer der Zweitligamannschaft FC Liefering. Im Mai 2024 wurde er zum Cheftrainer der Lieferinger befördert.

## Erfolge
- Österreichischer Cup-Sieger 2009/10 (Sturm Graz)

## Auszeichnungen
- „Aufsteiger der Saison“: 2008/09
Anlässlich der Bruno-Gala 2009 wurde Beichler mit dem Preis für den „Aufsteiger der Saison“ gekürt.[10]